# Admiral Wladiwostok
Admiral Wladiwostok (russisch Хоккейный клуб «Адмирал» Владивосток) ist ein russischer Eishockeyclub aus Wladiwostok, der 2013 gegründet wurde und zur Saison 2013/14 den Spielbetrieb in der Kontinentalen Hockey-Liga (KHL) aufnahm. Die Heimspiele des Clubs werden in der Fetissow-Arena ausgetragen, die im August 2013 eröffnet wurde und 7500 Zuschauer fasst. Präsident des Clubs ist der ehemalige Eishockeyspieler Alexander Mogilny. Im April 2020 zog sich der Klub aus finanziellen Gründen aus der KHL zurück und kehrte zur folgenden Spielzeit in den Spielbetrieb der KHL zurück.

## Geschichte
In einer von der Regionsbehörde durchgeführten Online-Abstimmung konnten die Einwohner der Region Primorje den Namen für den Club wählen. Admiral setzte sich dabei mit 72,2 % der Stimmen gegen Kassatki (Killerwale) mit 24,7 % und Forpost (Vorposten) mit 3 % durch.
Im Rahmen des KHL Junior Draft 2013 sicherte sich der Club die KHL-Rechte an einigen Spielern, die zum Teil aus dem benachbarten Japan und Südkorea stammen. Um dem Club zudem die Möglichkeit zu geben, Spieler der bisherigen KHL-Teilnehmer zu verpflichten, wurde am 17. Juni 2013 ein Expansion Draft durchgeführt, bei dem Admiral von jedem russischen KHL-Teilnehmer je einen Spieler auswählen konnte. Zuvor musste jeder der russischen Teilnehmer eine Liste mit fünf Spielern erstellen, die für den Draft freigegeben wurden.

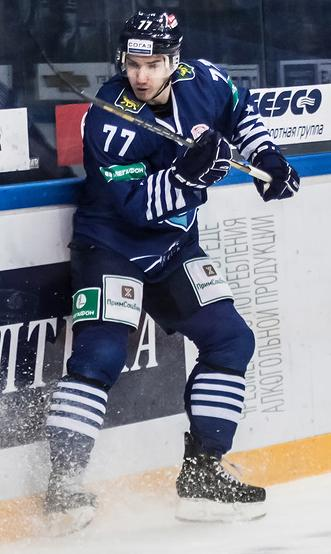
Fjodor Beljakow (2014)

### Expansion Draft
Admiral wählte während des Expansion Draft am 17. Juni 2013 die folgenden Spieler aus:
| #   | Spieler             | Position | Alter | Ausgewählt von             |
| --- | ------------------- | -------- | ----- | -------------------------- |
| 1.  | Jewgeni Iwannikow   | TW       | 22    | SKA Sankt Petersburg       |
| 2.  | Artjom Semtschjonok | V        | 21    | HK Spartak Moskau          |
| 3.  | Anton Poleschtschuk | V        | 26    | Amur Chabarowsk            |
| 4.  | Denis Ossipow       | V        | 26    | HK Jugra Chanty-Mansijsk   |
| 5.  | Dmitri Kostromitin  | V        | 23    | HK Traktor Tscheljabinsk   |
| 6.  | Aljaksej Uharau     | LW       | 28    | Torpedo Nischni Nowgorod   |
| 7.  | Enwer Lissin        | RW       | 27    | HK Metallurg Magnitogorsk  |
| 8.  | Alexei Jefimow      | F        | 25    | Awtomobilist Jekaterinburg |
| 9.  | Andrei Nikitenko    | C        | 34    | Metallurg Nowokusnezk      |
| 10. | Konstantin Sokolow  | F        | 22    | Ak Bars Kasan              |
| 11. | Sergei Lesnuchin    | F        | 26    | HK Witjas                  |
| 12. | Wiktor Drugow       | LW       | 27    | HK Sibir Nowosibirsk       |
| 13. | Alexander Kusnezow  | C        | 21    | Atlant Moskowskaja Oblast  |
| 14. | Niclas Bergfors     | LW       | 26    | Sewerstal Tscherepowez     |
| 15. | Igor Bortnikow      | F        | 24    | Neftechimik Nischnekamsk   |
| 16. | Richard Gynge       | RW       | 26    | HK Dynamo Moskau           |
| 17. | Sergei Barbaschow   | LW       | 20    | HK ZSKA Moskau             |
| 18. | Wladimir Perwushin  | F        | 27    | HK Awangard Omsk           |
| 19. | Danil Garejew       | F        | 21    | Salawat Julajew Ufa        |

### In der KHL (2013–2020)
In den folgenden Jahren gehörte Admiral meist zu den sportlich erfolglosen Teams, erreichte nur dreimal die Play-offs und hatte in sieben Jahren zehn verschiedene Cheftrainer. Im April 2020 verlor der Klub aufgrund der COVID-19-Pandemie in Russland seine beiden Hauptgeldgeber – die Regionalregierung und der Hafen von Wladiwostok – und zog sich aus finanziellen Gründen aus der KHL zurück. Ein Jahr später nahm Admiral den Spielbetrieb in der KHL wieder auf, nachdem alle Schulden an ehemalige Spieler gezahlt worden waren. Zudem erhielt der Klub ein komplettes Rebranding mit neuen Teamfarben und Logo.

## Trainer
- Hannu Jortikka: bis Dez. 2013
- Sergei Swetlow: Dez. 2013–2014
- Dušan Gregor: Mai – Nov. 2014
- Sergei Schepelew: Nov. 2014–2015
- Aljaksandr Andryjeuski: Juni – Oktober 2015
- Fredrik Stillman:  Oktober – Dezember 2015
- Andrei Rasin: Dezember 2015 – Januar 2018
- Oleg Leontjew: Januar 2018 – Juni 2018
- Sergei Swetlow: Juni 2018 – 2020